# Gabriela Zapolska
Gabriela Zapolska, född Piotrovska 30 mars 1857 i Podhajce, död 17 december 1921 i Lwów, var en polsk författare. 
Zapolska var skådespelerska, först i Warszawa, 1889–95 vid Antoines teater i Paris, därefter i Kraków och Lwów, samt ägnade sig även åt tidningsmedarbetarskap. Hon försökte först med krass naturalism överföra zolaismen till den polska litteraturen, men övergick sedan till en mera psykologiserande riktning. Hennes tendens är oftast feministisk, och hon dröjer gärna vid erotiska förhållanden. 
Av Zapolskas romaner kan nämnas Kaśka karjatyda (1883), Przedpiekle (1895), Fin de siècle' istka (1897) och Jak tecza (1917) och "Balhjälten" (1918). Väl förtrogen med teaterns krav, hade hon som teaterförfattare stora framgångar med effektfulla stycken, till största delen ur det moderna livet (Malka Schwarzenkopf m.fl.), men även historiskt patriotiska som "Citadellet i Warszawa". I Stockholm gavs "Unga tsaren" och "Oberörda frun" (båda 1920).